# Con lui cavalca la morte
Con lui cavalca la morte è un film del 1967 diretto da Giuseppe Vari.

## Trama
Idaho Joe, agente di una compagnia di Pony Express, si reca a Sacramento per consegnare documenti importanti che provano i crimini di Bryan Talbot, futuro senatore in concorrenza con Stuart Cooper. Venuto a conoscenza dell'arrivo in paese di Idaho, Talbot ordinano i suoi uomini di ucciderlo, ma Idaho ha la meglio. Talbot assolda una banda più numerosa, mentre sua moglie si rivolge ad un killer professionista Luke Prentiss detto il professionista.